# Steven Taaffe
Steven Lee Taaffe (* 10. September 1979 in Stoke-on-Trent) ist ein ehemaliger englischer Fußballspieler. Der Offensivspieler gehörte zwischen 1996 und 2001 Stoke City an und bestritt in dieser Zeit acht Ligaspiele.

## Karriere
Taaffe war Trainee bei Stoke City, bevor er 1996 einen Profivertrag erhielt. Der nur 165 cm große Flügelspieler gab im März 1998 unter Chris Kamara per Einwechslung gegen die Tranmere Rovers sein Pflichtspieldebüt für das Profiteam in der zweitklassigen First Division, nachdem er in Partien der Jugend- und Reservemannschaft über 30 Tore erzielt hatte. Taaffe kam bis Saisonende zu
drei Einsätzen als Einwechselspieler, als Stoke als Tabellenvorletzter in die Second Division abstieg. In der Folgesaison unter Trainer Brian Little blieb Taaffe weiterhin größtenteils auf Einsätze im Reserveteam beschränkt, am letzten Saisonspieltag stand er gegen den FC Walsall erstmals in der Startaufstellung bei den Profis.
Nach einer Reihe von guten Leistung in der Vorbereitung zur Saison 1999/2000 stand Taaffe in den ersten drei Saisonspielen unter dem neuen Trainer Gary Megson in der Startelf, konnte seinen Platz aber nicht behaupten und fand im restlichen Saisonverlauf keine Berücksichtigung mehr. Im Oktober 2000 wurde er für einen Monat an Northwich Victoria in die Football Conference verliehen, kam dort aber nur zu einem Einsatz. Einige Zeit später spielte er eine Woche beim Drittligakonkurrenten Cambridge United vor, die anvisierte Ausleihe kam aber nicht zustande. Im Mai 2001 verließ er Stoke nach acht Liga- und einem Ligapokaleinsatz, nachdem er kein neues Vertragsangebot erhalten hatte.
Im August 2001 spielte er beim FC Altrincham in der Saisonvorbereitung vor. Wenig später erhielt er beim nordirischen Erstligisten Newry Town einen Ein-Monats-Vertrag, zeigte aber eine enttäuschende Leistung bei seinem Debüt und wurde zur Halbzeit ausgewechselt. Seine fußballerische Laufbahn fand anschließend im unterklassigen Non-League football ihre Fortsetzung, zunächst bei Stone Dominoes in der North West Counties Football League und dem FC Rocester in der Southern League, ab März 2002 spielte er bei Leek Town in der Northern Premier League (35 Pflichtspiele/7 Tore). Von März 2003 an spielte er bis zum Frühjahr 2004 für Alsager Town erneut in der North West Counties League, bevor er nochmals kurzzeitig für Leek Town (6/0) aktiv war.